# Ротмунд-Томсонов синдром
Ротмунд-Томсонов синдром је болест слична Блумовом синдрому, али су тегобе блаже.
Карактерише се телеангиектазијама, хиперпигментацијом и хипопигментацијом коже, поремећајима ноктију. Јављају се и катаракта, аномалије скелета, тумори (ређе него код Блумовог синдрома).